# ممشاذ الدينوري
ممشاذ الدينوري، أحد علماء أهل السنة والجماعة ومن أعلام التصوف السني في القرن الثالث الهجري، قال عنه أبو عبد الرحمن السلمي بأنه: «من كبار مشايخهم (الصوفية)، عظيم المرمى في هذه العلوم، أحد فتيان الجبال، كبير الحال، ظاهر الفتوة»، صحب أبي عبد الله بن الجلاء ومن فوقه من المشايخ، أصله من دينور (حالياً في إيران)، توفي سنة 299 هـ. وقال بعضهم: كنت عند ممشاذ عند وفاته، فقيل له: كيف تجد العلّة؟ فقال: سلوا العلّة عني. فقيل له: قل: «لا إله إلا هو»، فحوّل وجهه إلى الجدار، وقال: أفنيت كلي بكلك، هذا جزاء من يجلّك، لا إله إلا هو، أحد، أحد.

## من أقواله
- أدب المريد في التزام حرمات المشايخ، وخدمة الإخوان، والخروج عن الأسباب، وحفظ آداب الشرع على نفسه.[4]
- ما دخلت قط على أحد من شيوخي إلا وأنا خال من جميع مالي أنتظر بركات ما يرد علي من رؤيته وكلامه، فإن من دخل على شيخ بحظه انقطع عن بركات رؤيته ومجالسته وكلامه.[4]
- ما دخلت قط على أحد من شيوخي، إلا وأنا خال من جميع مالي؛ أنظر بركات ما يرد عليّ من رؤيته أو كلامه؛ فإنّ من دخل على شيخ بحظّه.[3]
- أدب المريد في أشياء أربعة: التزام حرمات المشايخ؛ وخدمة الإخوان؛ والخروج عن الأسباب؛ وحفظ آداب الشرع على نفسه.[1]
- صحبة أهل الصلاح تورث في القلب الصلاح، وصحبة أهل الفساد تورث فيه الفساد.[3]
- سئل عن التوكل؟ فقال: التوكل حسم الطمع عن كل ما يميل إليه قلبك ونفسك.[1]